# خروس‌کلی شمالی

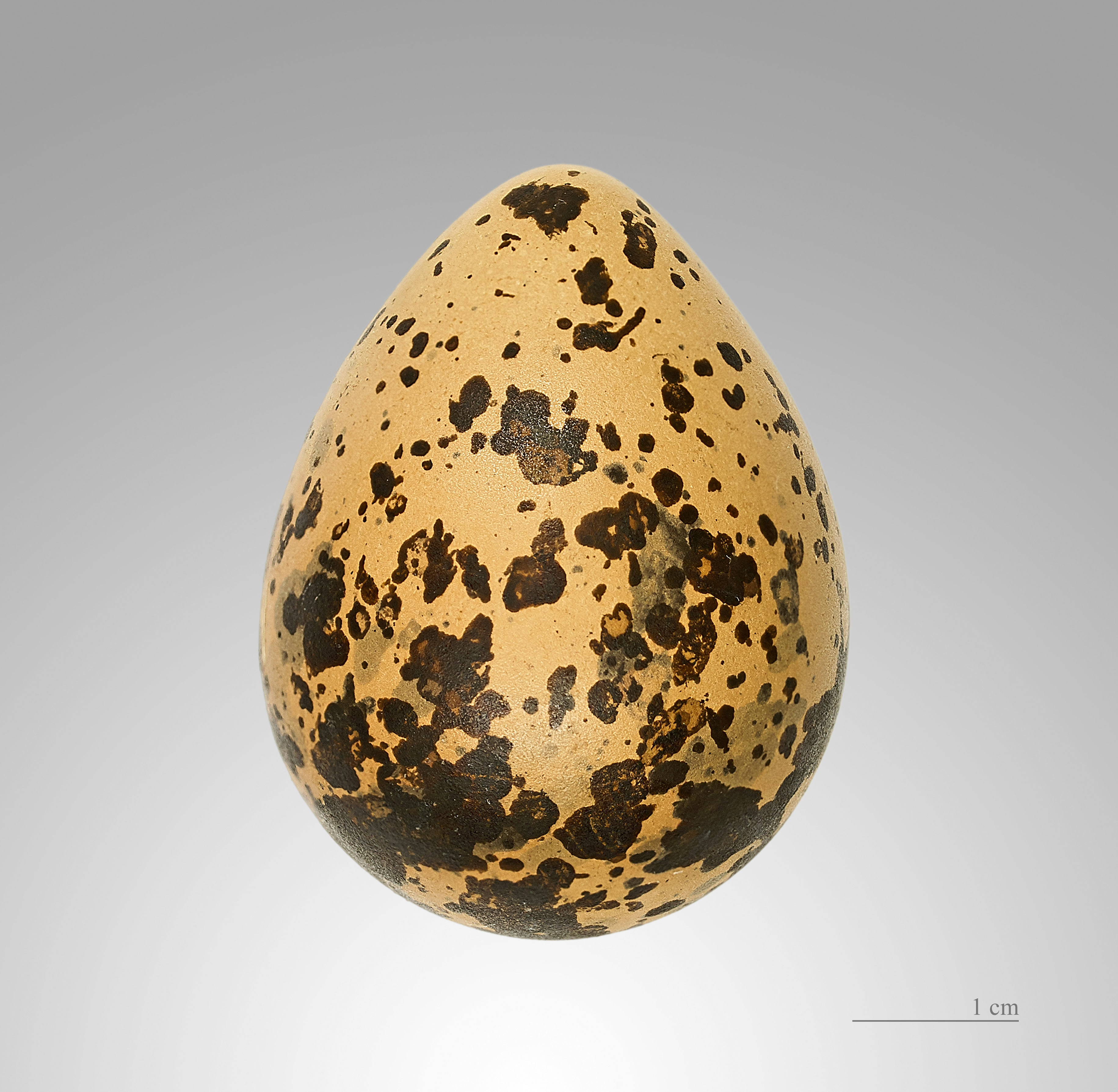
Vanellus vanellus

خروس‌کُلی شمالی یا خروس‌کُلی معمولی یا خروس‌کُلی (نام علمی: Vanellus vanellus) پرنده‌ای است کنار آبچر که در مناطق معتدل آسیای میانه زندگی می‌کند و در زمستان، به صورت دسته‌های چند تایی و اغلب در طول روز به سمت سرزمین‌های جنوبی تا شمال آفریقا، ایران، پاکستان، شمال هند و بخش‌هایی از چین مهاجرت می‌کند.
خروس‌کُلی در کشتزارها، علفزارها یا مناطقی با پوشش گیاهی کوتاه به تولید مثل می‌پردازد. این پرنده زمین را خراشیده و ۳-۴ تخم را درون آن می‌گذارد و در صورت مواجه با مزاحمین حالتی تهاجمی به خود گرفته و با سرو صدای بسیار از لانه و جوجه‌هایش دفاع می‌کند.
طول خروس‌کُلی ۲۸-۳۱ سانتی‌متر و گشودگی بال‌هایش ۶۷-۷۲ سانتی‌متر است. بال‌ها حالتی گردشده داشته و پاها در مقایسه با دیگر پرندگان این گروه بسیار کوتاه هستند. پرها اغلب به رنگ سیاه و سفید هستند و پرهای پشتی سایه‌ای سبز دارند. همچنین پرنده دارای کاکلی بر روی سرش می‌باشد. پرندگان جوان و ماده‌ها بال‌های کوچکتری در مقایسه با نرها دارند و نقوش روی سرشان نیز کمتر است اما از نظر پرهای تزئینی تفاوتی با یکدیگر ندارند.